# See You in Hell
| 전문가 평가                      | 전문가 평가 |
| 평가 점수                        | 평가 점수   |
| 출처                             | 점수        |
| -------------------------------- | ----------- |
| AllMusic                         | [ 2 ]       |
| Collector's Guide to Heavy Metal | 10/10       |
| Metal Forces                     | [ 4 ]       |

《See You in Hell》은 영국의 헤비 메탈 밴드 그림 리퍼의 데뷔 스튜디오 음반으로, 1983년 독립 음반사 에보니 레코드에서 발매되었다. 커버 아트는 게리 샤프영이 디자인했다.

## 배경
이 음반은 1983년 11월 에보니 레코드에 의해 발매되었고, 이듬해 RCA 레코드에 의해 영국 밖으로 배포되었으며, 미국 내 판매량은 약 25만 장에 달해 빌보드 200에서 73위를 차지했다.
올뮤직의 에두아르도 리바다비아는 5점 만점에 4점을 기록하며, 파워 발라드의 실패의 전형인 〈The Show Must Go On〉을 제외하고는 "음반 전반에 걸쳐 강력한 음반"이라고 표현했다.
타이틀곡은 VH1의 《40 Most Awesomely Bad Metal Songs Ever》 카운트다운에서 38위에 올랐다. 1984년 한 인터뷰에서 보컬리스트 스티브 그리메트에 따르면, 〈Dead on Arrival〉은 대열차강도 사건에 연루된 브라이언 필드와의 우정에 관한 것이다.

## 곡 목록
모든 곡들은 특별한 언급이 없는 한 닉 보콧과 스티브 그리메트에 의해 작사/작곡하였다.
| #  | 제목                    | 재생 시간 |
| -- | ----------------------- | --------- |
| 1. | 〈See You in Hell〉     | 4:18      |
| 2. | 〈Dead on Arrival〉     | 4:34      |
| 3. | 〈Liar〉                | 2:49      |
| 4. | 〈Wrath of the Ripper〉 | 3:14      |

| #  | 제목                    | 작사·작곡           | 재생 시간 |
| -- | ----------------------- | ------------------- | --------- |
| 5. | 〈Now or Never〉        |                     | 2:53      |
| 6. | 〈Run for Your Life〉   |                     | 3:42      |
| 7. | 〈The Show Must Go On〉 | 보콧, 폴 디메르카도 | 7:26      |
| 8. | 〈All Hell Let Loose〉  |                     | 4:25      |